# Ionel Tudorache
Ionel Tudorache (n. 17 iunie 1953, Buzău, România) este un artist de muzică lăutărească veche. Taraful Ionel Tudorache a înregistrat la Electrecord în anul 2000 un album numit "La Chilia-n Port". 
S-a născut în 1953, în orașul Buzău, fiul violonistului Aurel Tudorache (1924-2008) și al Ioanei. După absolvirea școlii generale, a urmat Școala Profesională „Electroprecizie” Săcele calificându-se ca strungar. Cât a fost elev la școala din Săcele, a cântat în ansamblul studenților din Brașov, cu care a făcut și turnee peste hotare. În perioada 1975 — 1980 devine acordeonistul secund al Romicăi Puceanu, colaborând cu aceasta frecvent. În 1998 formează un taraf clasic: „Taraful Ionel Tudorache”, colaborând cu acesta până în prezent, cu foarte mici modificări de personal. 
Ionel Tudorache sau „Fărâmiță” cum prietenii îl alintă, a beneficiat de un har și o înclinare către acordeon din fragedă copilărie. Cântă cu același acordeon Hohner, din copilărie. A frecventat cercurile celor mai buni muzicieni cum ar fi Romica Puceanu, pe care a acompaniat-o 5 ani, pentru a produce un excelent album de muzică originală, compoziție proprie atât versurile cât și muzica.
Melodia după care a fost denumit albumul "La Chilia-n Port" a fost folosită și în ecranizarea filmului Cel mai iubit dintre pământeni în regia lui Șerban Marinescu, realizat după volumul scris de Marin Preda.

## Tânărul lăutar Tudorache
I-a plăcut să cânte de mic copil, de la 7 ani. Primul cântec la acordeon a fost ‘Marea de Smarald‘, pe care l-a învățat de la unchiul său. La început a abordat muzica ușoară, valsuri, iar de muzica lăutărească s-a apucat abia la 15 ani. Sub aripa tatălui sau, violonistul Aurel Tudorache, Ionel Tudorache s-a împrietenit foarte repede cu acordeonul. A încercat la început să cânte și cu vioara, însă tatăl lui nu l-a lăsat. 
A crescut cu cântece lăutărești vechi, și chiar dacă încalcă puțin tradiția melodică, marele lui talent nu se sprijină doar pe ureche. În afară de ce a învățat după ureche, a studiat împreună cu un profesor de muzică. I-a plăcut de asemenea școala; a dat examen la o profesională de ‘Petrol și chimie‘ unde a intrat cu 8,25. De acolo are diplomă de strungar.

## Familia
Are 3 copii: o fată și doi băieți. Fata, care este cea mai mare, a terminat conservatorul și este un veritabil profesor de pian. Cel de-al doilea copil, Ciprian Tudorache, a încercat mai întâi să cânte la vioară însă în cele din urmă a învățat contrabasul. Al treilea fiu, Marian Tudorache, a făcut pianul și țambalul, însă pasiunea lui astăzi este gastronomia.
Ionel Tudorache rămâne un veritabil lăutar de modă veche, la care se adaugă cea mai frumoasă variantă interpretativă a unuia din marile cântece populare lăutărești: La Chilia-n port. Din anul 2023 este Cetățean de Onoare al municipiului Buzău.

## Albume
- La Chilia-n port - Vechi cântece lăutărești

Anul lansării: 2000, Casa de discuri: Electrecord
- Cântece:

1. Inimioară, inimioară
2. Trei lămâi și trei gutui
3. La Chilia-n port
4. Foaie verde măr domnesc
5. Ia guriță, ia și bea
6. Căpitane de județ
7. Deschide, gropare, mormântul
8. Codin
9. La Șalul cel Negru
10. O inimă de mamă
11. Pe ulița armenească
Componența tarafului la momentul lansării:
Ionel Tudorache - voce și acordeon;
Relu Prodan - vioară;
Titi Taba - țambal;
Ciprian Tudorache - chitară;
Minel Lupu - contrabas.
- Avea moșu un băiețel - Cântece de pahar și voie bună

Anul lansării: 2004, Casa de discuri: Electrecord
- Cântece:

1. În seara de Moș Ajun
2. Arde-i focu de dușmani
3. Picături de undelemn 
4. La calul bălan 
5. Inel, inel de aur 
6. La Ploiești pe-o mărgioară
7. Ce n-aș da să mor deseară
8. Ah, ce vară furtunoasă
9. Pe drumul de la Cepari
10. La crâșma din Ferentari
11. Avea moșu-n băiețel
12. Pupa-ți-aș coama, Bălan

Componența tarafului la momentul lansării:
Ionel Tudorache - voce și acordeon;
Marian de la Galați - vioară;
Marian Jantea - țambal;
Ciprian Tudorache - contrabas.
Adu Calu' Pune Șaua
Anul lansării : 2011, Casa de discuri : Electrecord 
- Cântece :

01-Nu mi-e necaz că trăiesc
02-Măi, morare, dumneata
03-Leagă-ți, lele, coada stângă
04-La Bolintinul din Vale
05-Moșule te-aș întreba
06-Salcâmule de la drum
07-Adu calu', pune șaua
08-Anii mei și tinerețea
09-Dă-mi drumu' nevastă-n casă
10-Leliță Floare
11-De ești supărată
12-Sărăcie, sărăcie